# Jennifer Bassey

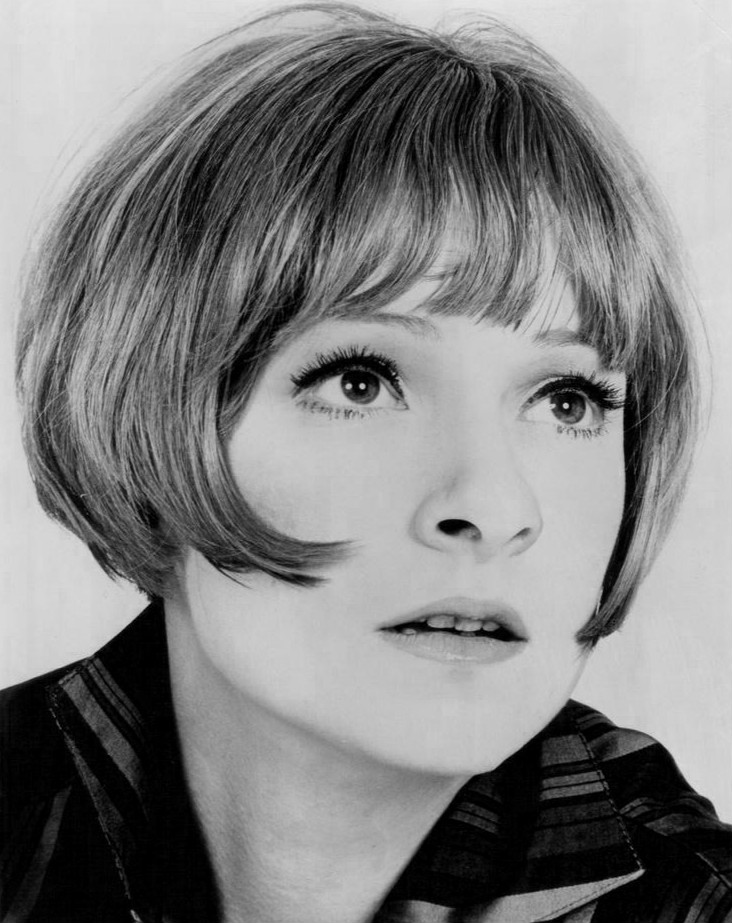
Jennifer Bassey (1967)

Jennifer Bassey (* 22. Juli 1942 in Chicago, Illinois als Joan Bassey) ist eine US-amerikanische Schauspielerin.

## Leben
Jennifer Bassey wurde als Joan Bassey geboren. Nachdem sie ihr Schauspielstudium an der renommierten Royal Academy of Dramatic Art in London beendet hatte, kehrte sie nach New York City zurück, wo sie sich als Theaterdarstellerin am Off-Broadway etablieren konnte. Ihr Fernsehdebüt gab sie in der Seifenoper Love of Life, in der sie von 1969 bis 1971 mitspielte. Größere Aufmerksamkeit erhielt sie für ihr Spiel in der Seifenoper All My Children, in der sie von 1983 bis 1985, 1989, 1995 bis 2009 und zuletzt im Jahr 2011 mitspielte.
Bassey war zweimal verheiratet. Von 1971 bis 1991 war sie mit dem Anwalt Roy F. Emery verheiratet. Die Ehe endete mit seinem Tod. 2004 heiratete sie ihren langjährigen Lebenspartner, den Autoren Luther Davis, der im Jahr 2008 verstarb.

## Filmografie (Auswahl)

### Film
- 1988: Die Frau, die vom Himmel fiel (Goddess of Love)
- 1988: Reise zurück in der Zeit (Waxwork)
- 1989: Platinum Triangel (The Platinum Triangle)
- 1990: Fegefeuer der Eitelkeiten (The Bonfire of the Vanities)
- 1992: Operation Kleinhirn (Revenge of the Nerds III: The Next Generation)
- 1992: Singles – Gemeinsam einsam (Singles)
- 1992: Stepfather III – Vatertag (Stepfather III)
- 1996: Dunston – Allein im Hotel (Dunston Checks In)
- 2008: 27 Dresses
- 2024: Omni Loop

### Serie
- 1969–1971: Love of Life
- 1983–2011: All My Children
- 1987–1993: L.A. Law – Staranwälte, Tricks, Prozesse (L.A. Law, drei Folgen)
- 1989: Falcon Crest (vier Folgen)
- 1989–1993: Matlock (zwei Folgen)
- 2007: 30 Rock (eine Folge)